# Họ Rắn giun
Họ Rắn giun là một họ rắn mù. Chúng được tìm thấy ở những vùng nhiệt đới của châu Á, châu Phi, châu Mỹ và Úc đại lục và trên nhiều đảo khác. Chúng sống trong các hang dưới mặt đất, và chúng không thể sử dụng chức năng nhìn do mắt bị thoái hóa. Hiện họ này gồm 6 chi và 203 loài.